# Галюв
Галюв (пол. Galów) — село в Польщі, у гміні Бусько-Здруй Буського повіту Свентокшиського воєводства.
Населення — 500 осіб (2011).
У 1975-1998 роках село належало до Келецького воєводства.

## Демографія
Демографічна структура на день 31 березня 2011 року:
|          | Загалом | Допрацездатний вік | Працездатний вік | Постпрацездатний вік |
| -------- | ------- | ------------------ | ---------------- | -------------------- |
| Чоловіки | 256     | 43                 | 179              | 34                   |
| Жінки    | 244     | 44                 | 143              | 57                   |
| Разом    | 500     | 87                 | 322              | 91                   |